# Tony Cruz (baseball)
Arnoldi Anthony "Tony" Cruz (né le 18 août 1986 à Palm Beach, en Floride) est un receveur américain des Royals de Kansas City de la Ligue majeure de baseball.

## Carrière

### Cardinals de Saint-Louis
Tony Cruz est repêché au 42e tour de sélection par les Dodgers de Los Angeles en 2005 mais il ne signe pas avec l'équipe. Toujours disponible pour les équipes du baseball majeur, il est sélectionné par les Cardinals de Saint-Louis en 26e ronde de la séance de 2007 et amorce sa carrière professionnelle avec eux.
Il fait ses débuts dans les majeures pour les Cardinals le 24 mai 2011. Il réussit son premier coup sûr au plus haut niveau contre le lanceur Aaron Harang, des Padres de San Diego. Cruz termine ce premier match avec trois coups sûrs, dont un double, en cinq présences au bâton. Il maintient une moyenne au bâton de ,262 en 72 passages au bâton en 2011, où il apparaît dans 38 matchs des Cardinals.
En 2012, il frappe pour ,254 en 51 matchs avec un circuit et 11 points produits. Il frappe son premier circuit dans les majeures le 27 juin 2012 aux dépens du lanceur Aníbal Sánchez des Marlins de Miami. Sa moyenne au bâton chute à ,203 en 51 parties l'année suivante, avec un autre circuit et 13 points produits. Il fait deux courtes présences, l'une comme remplaçant en défensive et l'une comme frappeur suppléant, durant les éliminatoires de 2012 mais n'est en revanche pas utilisé lors du parcours de 2013 qui voit les Cardinals remporter le titre de la Ligue nationale.
En 2014, Cruz est utilisé dans 50 matchs des Cardinals. Reconnu davantage pour son jeu défensif que pour ses aptitudes à l'attaque, il aide les Cardinals, avec A. J. Pierzynski, à abattre le travail derrière le marbre en l'absence du receveur étoile Yadier Molina, blessé. Cruz frappe pour seulement ,200 avec un circuit et 17 points produits.

### Royals de Kansas City
Le 2 décembre 2015, les Cardinals échangent Cruz aux Royals de Kansas City contre José Martinez, un joueur de champ intérieur des ligues mineures.